# Georgia Women of Achievement
Le Georgia Women of Achievement (GWA) est un temple de la renommée dédié aux femmes natives ou habitant l'État de Géorgie (États-Unis). L'idée d'un tel temple a été proposée par Rosalynn Carter en 1988. Les premières intronisations ont été réalisées en 1992 au Wesleyan College (en) et se produit en mars de chaque année depuis.
L'organisation est constituée d'un conseil d'administration et d'un comité de sélection. Les candidatures doivent être soumises avant octobre pour l'année suivante. Les candidates doivent être décédées depuis au moins dix ans.

## Récipiendaires
| Nom                               | Image | Année | Naissance-mort | Domaine |
| --------------------------------- | ----- | ----- | -------------- | --- |
| Eliza Frances Andrews             |       | 2006  | (1840–1931)    | Écrivaine et enseignante. |
| Madeleine Kiker Anthony (en)      |       | 2003  | (1903–1989)    | Histoire. |
| Susan Cobb Milton Atkinson (en)   |       | 1996  | (1860–1942)    | Première dame de Géorgie, femme de William Yates Atkinson (en), initiatrice du projet d'un collège public pour femmes.                                                                                    |
| Sarah Randolph Bailey (en)        |       | 2012  | (1885–1972)    | Enseignante qui a mis en place les Girl Reserves dédiées aux afro-américaines. |
| Dicksie Bradley Bandy (en)        |       | 1993  | (1890–1971)    | Femme d'affaires et philanthrope ayant notamment contribué au Chief Vann House Historic Site (en). |
| Elfrida De Renne Barrow (en)      |       | 2008  | (1884–1970)    | Écrivaine et poète. |
| Mathilda Beasley (en)             |       | 2004  | (1832–1903)    | Femme d'affaires et enseignante. |
| Martha McChesney Berry (en)       |       | 1992  | (1866–1942)    | Fondatrice du Berry College (en). |
| Nellie Peters Black (en)          |       | 1996  | (1851–1919)    | Militante féministe. |
| Mary Musgrove Bosomworth (en)     |       | 1993  | (1700–1765)    | Femme creek, traductrice pour James Oglethorpe. |
| Selena Sloan Butler (en)          |       | 1995  | (1872–1964)    | Fondatrice de la première association parent-professeur (en) afro-américaine. |
| Margaret O. Bynum (en)            |       | 2007  | (1921–1982)    | Enseignante. |
| Lillian Gordy Carter              |       | 2011  | (1898–1983)    | Infirmière, travailleuse humanitaire et femme d'affaires. Mère de Jimmy Carter. |
| Helena Maud Brown Cobb (en)       |       | 2003  | (1869–1922)    | Missionnaire et enseignante. |
| Julia L. Coleman (en)             |       | 2001  | (1889–1973)    | Enseignante. |
| Mary Francis Hill Coley           |       | 2011  | (1900–1966)    | Sage-femme qui a notamment inspiré All My Babies. |
| Wessie Gertrude Connell (en)      |       | 2002  | (1915–1987)    | Bibliothécaire. |
| Ellen Smith Craft (en)            |       | 1996  | (1826–1891)    | Esclave en fuite et enseignante |
| Sallie Ellis Davis (en)           |       | 2000  | (1877–1950)    | Enseignante. |
| Julia Lester Dillon (en)          |       | 2003  | (1871–1959)    | Architecte-paysagiste. |
| Henrietta Stanley Dull (en)       |       | 2013  | (1863–1964)    | Chef cuisinière, auteure de Southern Cooking. |
| Cassandra Pickett Durham          |       | 1993  | (1824–1885)    | Première femme de Géorgie ayant obtenu un diplôme en médecine. |
| Lettie Pate Evans (en)            |       | 1998  | (1872–1953)    | Femme d'affaires et philanthrope membre du conseil d'administration de Coca-Cola. |
| Rebecca Latimer Felton            |       | 1997  | (1835–1930)    | Première femme au Sénat des États-Unis, militante pour les droits des femmes. |
| Julia Flisch (en)                 |       | 1994  | (1861–1941)    | Journaliste, militante pour les droits des femmes et enseignante. |
| Edith Lenora Foster (en)          |       | 2007  | (1906–1996)    | Bibliothécaire, écrivaine et historienne. |
| Mary Ann Harris Gay (en)          |       | 1997  | (1829–1918)    | Auteure. |
| Amilee Chastain Graves (en)       |       | 2008  | (1910–1983)    | Éditrice, première femme élue du comté de Habersham. |
| Grace Towns Hamilton (en)         |       | 2006  | (1907–1992)    | Première afro-américaine élue à la Georgia General Assembly. |
| Ethel Harpst (en)                 |       | 2012  | (1883–1967)    | Fondatrice de la Ethel Harpst Home for children. |
| Corra Mae White Harris (en)       |       | 1996  | (1869–1935)    | Auteure. |
| Julia Collier Harris (en)         |       | 1998  | (1885–1967)    | Journaliste, militante et éditrice. |
| Nancy Morgan Hart                 |       | 1997  | (1735–1830)    | Patriote américaine, espionne pour l'armée coloniale lors de la Guerre d'indépendance des États-Unis. Le comté de Hart (Géorgie) a été nommé en son honneur.                                              |
| Laura Askew Haygood (en)          |       | 2000  | (1845–1900)    | Enseignante et missionnaire. |
| Louise Frederick Hays (en)        |       | 2004  | (1881–1951)    | Historienne et directrice du Georgia Department of Archives and History. |
| Sarah Porter Hillhouse (en)       |       | 2006  | (1763–1831)    | Femme imprimeur et éditrice. |
| Lugenia Burns Hope                |       | 1996  | (1871–1947)    | Militante sociale. |
| May duBignon Stiles Howard (en)   |       | 2011  | (1894–1983)    | Soignante. |
| Anna Colquitt Hunter (en)         |       | 1995  | (1892–1985)    | Histoire. |
| Mary Gregory Jewett (en)          |       | 2013  | (1908–1976)    | Fondatrice et première présidente de la Georgia Trust for Historic Preservation (en). |
| Rhoda Kaufman (en)                |       | 1998  | (1888–1956)    | Militante sociale. |
| Lucy Craft Laney (en)             |       | 1992  | (1854–1933)    | Enseignante et administratrice d'hôpital. |
| Mary Ann Lipscomb (en)            |       | 2010  | (1848–1918)    | Enseignante. |
| Carrie Steele Logan (en)          |       | 1998  | (1829–1900)    | Fondatrice de la Carrie Steele Orphans' Home. |
| Helen Dortch Longstreet (en)      |       | 2004  | (1863–1962)    | Militante sociale. |
| Juliette Gordon Low               |       | 1992  | (1860–1927)    | Fondatrice de Girl Scouts of the USA. |
| Helen Douglas Mankin (en)         |       | 2007  | (1894–1956)    | Première femme de Géorgie élue au Congrès des États-Unis. |
| Sara Branham Matthews             |       | 2007  | (1888–1962)    | Scientifique qui a découvert un traitement pour la méningite dorsale (spinal meningitis). |
| Carson McCullers                  |       | 1994  | (1917–1967)    | Auteure. |
| Lula Dobbs McEachern (en)         |       | 2002  | (1874–1949)    | Enseignante, missionnaire et philanthrope. |
| Lucy Barrow McIntire (en)         |       | 1997  | (1886–1975)    | Militante pour les droits civils. |
| Alice Woodby McKane (en)          |       | 2005  | (1865–1948)    | Première docteure à Savannah (Géorgie). |
| Moina Belle Michael (en)          |       | 1999  | (1869–1944)    | À l'origine de l'idée d'utiliser les coquelicots pour souligner les morts au combat. Immortalisée par un timbre poste en 1948.                                                                            |
| Caroline Pafford Miller           |       | 2009  | (1903–1992)    | Auteure. |
| Margaret Mitchell                 |       | 1994  | (1900–1949)    | Auteure de Autant en emporte le vent. |
| Ruth Hartley Mosley (en)          |       | 1994  | (1886–1975)    | Philanthrope. |
| Sarah McLendon Murphy (en)        |       | 2004  | (1892–1954)    | Militante pour les droits de l'enfance. |
| Susan Dowdell Myrick (en)         |       | 2008  | (1893–1978)    | Journaliste et conseillère technique pour le film Autant en emporte le vent. |
| Viola Ross Napier (en)            |       | 1993  | (1881–1962)    | Membre de la Chambre des représentants de Géorgie. |
| Beulah Rucker Oliver (en)         |       | 2012  | (1888–1963)    | Enseignante. |
| Flannery O'Connor                 |       | 1992  | (1925–1964)    | Auteure. |
| Nina Anderson Pape (en)           |       | 2005  | (1869–1944)    | Enseignante. |
| Harriet Powers (en)               |       | 2009  | (1837–1910)    | Fabricante de courte-pointe et créatrice de la Bible Quilt exposée au National Museum of American History.                                                                                                |
| Hazel Raines (en)                 |       | 1995  | (1916–1956)    | Première femme de Géorgie à obtenir un brevet de pilote, lieutenant du Women Airforce Service Pilots lors de la Seconde Guerre mondiale. Elle est également membre du Georgia Aviation Hall of Fame (en). |
| Gertrude Pridgett "Ma" Rainey     |       | 1993  | (1886–1939)    | Chanteuse de blues. |
| Jeannette Pickering Rankin        |       | 2005  | (1880–1973)    | Première femme élue à la chambre des représentants des États-Unis. |
| Celestine Sibley (en)             |       | 2010  | (1914–1999)    | Journaliste. |
| Lillian Eugenia Smith (en)        |       | 1999  | (1897–1966)    | Auteure de Strange Fruit (en). |
| Alice Harrell Strickland (en)     |       | 2002  | (1859–1947)    | Première mairesse de Géorgie. |
| Rebecca Stiles Taylor (en)        |       | 2014  | (1879–1958)    | Première présidente de la section locale de Savannah du National Association of Colored Women. |
| Ella Gertrude Clanton Thomas (en) |       | 2014  | (1834–1907)    | Archiviste. |
| Emily Harvie Thomas Tubman (en)   |       | 1994  | (1794–1885)    | Fondatrice de la première école publique pour fille d'Augusta. |
| Bazoline Estelle Usher (en)       |       | 2014  | (1885–1992)    | Première directrice d'école afro-américaine d'Atlanta. |
| Catherine Evans Whitener (en)     |       | 2001  | (1880–1964)    | Femme d'affaires du domaine du textile. |
| Leila Ross Wilburn (en)           |       | 2003  | (1885–1967)    | Première architecte « officielle » de Géorgie. |
| Madrid Williams (en)              |       | 2010  | (1911–1993)    | Première femme présidente de la National Association of Bar Executives (en). |
| Ellen Louise Axson Wilson (en)    |       | 2000  | (1860–1914)    | Première dame des États-Unis, femme de Woodrow Wilson. |
| Emily Barnelia Woodward (en)      |       | 2004  | (1885–1970)    | Journaliste. |
| Lollie Belle Moore Wylie (en)     |       | 2013  | (1858–1923)    | Écrivaine. |
| Jane Hurt Yarn (en)               |       | 2009  | (1924–1995)    | Environnementaliste. |